# Combate de Tarpellanca
El Combate de Tarpellanca fue una batalla del período de la Patria Nueva chilena ocurrida en el marco de la llamada Guerra a Muerte, el 26 de septiembre de 1820. Este combate se realizó en la comuna de Yumbel, región del Bíobio, cerca de la comunidad de río Claro.
Posterior al Combate de Pangal, las fuerzas realistas, compuestas por 2400 hombres al mando de Vicente Benavides, se dirigieron a atacar a la plaza de Los Ángeles. En esta ciudad se encontraba Pedro Andrés Alcázar con 500 patriotas, a quien Ramón Freire ordenó dirigirse a Chillán y evacuar la ciudad de Los Ángeles.   
Alcázar, ignorando lo acontecido en Pangal el día anterior, decidió pasar el río Laja por el vado de Tarpellanca. Estando en medio del vado se encontraron con que las tropas de Vicente Benavides les cerraban el paso. Alcázar presentó batalla, pero al llegar la noche y después de 13 horas de combate, se le terminaron las municiones, haciéndose muy crítica la situación.
Decidió pactar con Benavides y para ello se convino en un acuerdo, por el que se le daba pasaporte para Santiago a Alcázar, mientras sus oficiales quedaban en calidad de prisioneros de guerra, respetando la vida a todos (27 de septiembre). Benavides violó la capitulación al día siguiente, y sus guerreros mapuche lancearon y balearon a mariscal Alcázar y a sus jefes (incluido el comandante Gaspar Ruiz) en lo que fue una masacre y sus 17 oficiales del batallón de Cazadores de Coquimbo y 4 o 5 capitanes de milicias fueron fusilados.